# NGC 2193
NGC 2193 ist ein offener Sternhaufen im Sternbild Dorado in der Großen Magellanschen Wolke.
Das Objekt wurde am 3. Dezember 1834 von John Herschel entdeckt.